# ウォーキング・デッド (ゲーム)
『ウォーキング・デッド』（原題：The Walking Dead: A Telltale Games Series）は、アメリカのゲームスタジオTelltale Gamesが開発し、同社より北米版が2012年に発売されたコンピュータゲーム。日本版は2013年にサイバーフロントから、2014年以降にスクウェア・エニックスから発売された。

## 概要
舞台となる世界観は原作のグラフィックノベルやテレビドラマシリーズと同じだが、脚本はゲームオリジナル。登場人物もオリジナルキャラクター中心だが、原作との共通人物も一部登場するなど時間線の繋がりをみせる部分もある。グラフィックはアメリカン・コミックスタッチになっている。
ゲームシステムは「ポイント＆クリック」のアドベンチャーゲームで、プレイヤーキャラクター（リー）を操作して様々なオブジェクトを調べたり人物と話をするなどしてゲームを進行させる。会話など多くの決断選択には時間制限があり、また戦闘時などでもアクション要素（QTE）が存在する。プレイヤーの選択や操作によって展開が分岐し、登場人物の生死も変化する。

### リリース状況
北米版は2012年4月以降1-2か月間隔で1エピソードずつ、計5エピソードがリリースされた。また2013年7月には5人の新キャラクターによる5つのショートエピソードを収録した『The Walking Dead: 400 Days』がDLCとしてリリースされた。
日本版（日本語字幕、英語音声）はサイバーフロントから2013年12月にPS3およびWindows版がリリース。スクウェア・エニックスから2014年6月にPS Vita版、2016年6月にPS4版がリリース（続編の『シーズン2』と同時発売）。なおPS3版にDLC『400 Days』は収録されていない。
2017年12月、本作を含むTelltaleシリーズ作品『シーズン1、400Days、シーズン2、シーズン3、The Walking Dead: Michonne』の計19エピソードを一括収録した『The Walking Dead: The Telltale Series Collection』（海外版）がリリースされた。シーズン1およびシーズン2については、UIとグラフィックを（シーズン3相当にまで）高精細化しリメイクしている。対応機種はPS4/Xbox One、日本語非対応。
2019年9月、本作を含むTelltaleシリーズ全作（上記 "The Telltale Series Collection" の収録作品プラス『シーズン4』の計23エピソードおよび各種特典）を一括収録した『The Walking Dead: 完全版』（The Walking Dead: Definitive Edition）がリリースされた。全エピソードのグラフィックはシーズン4と同タイプにリメイクしている。対応機種はPS4/Xbox One、日本語非対応。Telltale Gamesの閉鎖により、発売元はSkybound Entertainmentに変わっている。

### 評価
本作は2013年10月時点で、数百万ユーザーによる約2100万回のエピソード販売を記録、その後も各言語版が随時リリースされ販売数を伸ばした。ユーザーや評論家からの評価も高く、アメリカ・欧州を中心に多くのゲームアワードを受賞し、Telltale Gamesの看板タイトルとしてゲームシリーズ化されるに至った。
主な受賞タイトル
- 2012年 Spike Video Game Awards : "Game of the Year" ほか四冠
- 2013年 英国アカデミー賞ゲーム部門 : 脚本賞
- 2013年 Behind the Voice Actors Awards：デイブ・フェノイ（リー）
- 2013年 NAVGTR Awards

## ストーリー
リー・エヴェレットは、妻の不倫相手の男を怒りで殺害した罪により車で護送されている途中、警官の脇見運転により衝突事故が起き、車ごと崖下の森まで転落。警官は死亡し、脚に怪我を負ったリーは車から脱出する。すると間もなくその警官がウォーカー（ゾンビ）化してリーに襲い掛かってくる。リーは辛うじて撃退するが、更にウォーカーの群れが集まってきたため街中へ逃亡する。
助けを求めて入った民家で一人取り残されていた少女・クレメンタインと出会ったリーは、安全な場所へ避難するために彼女を保護しながら、ウォーカーが蔓延し始めたゾンビアポカリプスの世界に巻き込まれてゆく。

## 登場人物

### エピソード1 -
リー・エヴェレット
声 - デイヴ・フェノイ
プレイヤーキャラクター。37歳の黒人男性。メイコン出身。元ジョージア大学の教員（歴史学）。作中当初は殺人の過去を明かさず人々に接しており、苦悩する場面もある。しかし本質的には善人であり、成り行きで同行することになった少女クレメンタインを懸命に守ろうとし、またどんな状況であっても人を助けようとする。
終盤でウォーカーに腕を噛まれてしまい、謎の男にさらわれたクレメンタインを何とか単身で救い出すが、街を脱出する前にウォーカー化へ至る症状が進行し歩行困難となり、クレメンタインに一人で脱出するよう促す。
続編以降も、彼女の人生に影響を与える大きな存在となる。
クレメンタイン（クレム）
声 - メリッサ・ハッチソン
外出したまま戻って来ない両親を自宅で待っていた8歳の少女。序盤でリーと出会い、両親を捜すため行動を共にすることになる。リーを心から信頼し、彼から受けたアドバイスや護身術を忠実に受け入れていく。
ケニー（ケン）
声 - ギャビン・ハモン
リー達が避難した農場に先んじて避難していた40代の男性。フォートローダーデール出身の漁師。以降リー達と行動を共にする。家族想いで勇敢だが、直情的で頑固な性格をしており、それゆえに周囲と衝突することもある。
中盤で妻と息子を失い、意気消沈してしまう。その後、仲間の命を助けるためウォーカーの群れに単身で飛び込み、絶望的な状況で犠牲となる。
カーチャ（カット）
声 - シシー・ジョーンズ
ケニーと農場に避難していた30代の女性。ケニーの妻で元獣医師。
ウォーカーに噛まれた息子を介抱していたが助からないことを悟り、拳銃で自殺してしまう。
ケニーJr.（ダック）
声 - マックス・カウフマン
ケニーと農場に避難していた10歳の少年。ケニーとカーチャの息子。「ダック」はあだ名で、アヒルのような性格のため名付けられた。
モーテルから脱出する際にウォーカーに噛まれ、徐々に症状が進行してしまう。最後はルートによってウォーカーになるか、変化する前に射殺される。
リリー・カール
声 - ニッキー・ラップ
アメリカ空軍で地上勤務の経験を持つ20代の女。序盤から中盤にかけてグループのまとめ役を担う。しかし新参者を嫌う傾向があり、ややヒステリックな性格も相まって周囲から反感を買うこともある。リーとは口論もするが、少なからず信頼の念も抱いている。
何者かの手によって自分の持ち物が盗賊達に横流しされていたことから疑心暗鬼となり、錯乱した末にカーリーかダグを射殺してしまう。ルートによってはその場に置き去りにされるか、リーに情けをかけられ再び同行するも列車の発見後にキャンピングカーを強奪して逃走、そのまま行方知れずとなる。
ラリー・カール
声 - テリー・マガバーン
リリーの父親の50代の男性。喧嘩腰かつ自己中心的な性格で常に仲間との衝突が絶えない。心臓に持病がありヒステリックになり過ぎると発作を起こしてしまう場面もある。リーの殺人事件を知っており、特にリーに対して非情で蔑む言動が目立つ。
アンディ達の牧場で閉じ込められた際に再び心臓発作を起こし、心肺停止になってしまう。リリーまたはリーによって蘇生が試みられるもウォーカー化を危惧したケニーによって頭を潰され死亡する。
ダグ
声 - サム・ジョーン
電化製品の扱いに詳しく機械オタク気質の持ち主の男性。TVリモコンを汎用設定したり、外敵の接近を知らせる警報装置を作るなどしてグループに貢献する。
ドラッグストアでの戦いではルートによっては生き残るが、結局中盤で錯乱したリリーの発砲でベンを庇い死亡してしまう。
カーリー
声 - ニコール・ビジル
ラジオ局記者の30代女性。機械音痴だが銃の扱いには長けている。職業柄、リーの殺人事件は以前から知っていたが、非常時ゆえ基本的には気にしていない。リー達と出会う前ダグに助けられたらしく彼に好意を抱いていた。
ドラッグストアでの戦いではルートによっては生き残るが、結局中盤で錯乱したリリーの発砲で死亡してしまう。
グレン・リー
声 - ニック・ハーマン
20代の青年。原作やテレビドラマ版にも登場する人物。ドラッグストアでリー達と協力し店を脱出。その後は友人の安否を気にかけ、アトランタへ救助に向かうため皆と別れる。
ハーシェル・グリーン
声 - チャック・クールークリース
ショーンの父親。グレンと同じく原作やテレビドラマ版にも登場する人物。獣医で、農業も営んでいる。感の鋭い人物でリーの過去について勘付いている様子が見られる。事故ではあるものの、息子のショーンが死亡したショックからリー達を農場から追い出してしまう。
ショーン・グリーン
声 - ピーター・エドワード・マサド
リーとクレメンタインが序盤で逃走中に出会う男。農場で柵の補強作業中にダックが不意に動かしてしまったトラクターに足を挟まれ、その際にウォーカーに襲われて死亡してしまう。
チェット
声 - ブライアン・R・デイビス
ショーンの連れの中太りの男。
アンドレ・ミッチェル巡査
声 - ジェイコブ・バスタービー
序盤の選択肢次第でチェットの代わりに登場する黒人警官。チェットではなく彼になった場合はチェットは死亡したことになってしまう。

### エピソード2 -
マーク
声 - マーク・ミドルトン
ドラッグストアを抜けた後からリー達と同行している30代の男性。アメリカ空軍に所属経験がある。グループ内では数少ない理性的な人物で、リーの良き相棒のような存在。
アンディ達の牧場に招かれた際に盗賊に襲撃され負傷する。その後セントジョン一家に食用として両足を切断されてしまう。リーが発見した時にはかろうじて息があったがやがて死亡しウォーカー化する。
ベン・ポール
声 - トレヴァー・ホフマン
10代後半の大学生。吹奏楽部で、応援演奏の帰途で異変に遭い、リー達と遭遇する。仲間の役に立とうとする一面はあるが、逆に足を引っ張る結果になることも多い。盗賊に騙されて物資を横流ししてしまい、それが発端でカーリー達やダックが死んでしまったことから自責の念にかられてしまう。
ルートによってはクロフォードの敷地内で死亡するか、街から脱出する際に家のバルコニーから落下し動けない状態でウォーカーの群れに襲われ、ケニーによって拳銃で介錯される。
チャールズ（チャック）
声 - ロジャー・L・ジャクソン
街はずれの森にある脱線列車で暮らしていた物静かなホームレスの老人。家族と最後に会ってから14年になるらしい。強面ではあるものの、出会った仲間達とすぐに打ち解け、「生き残る術をクレメンタインに教えるべき」とリーに対して説くなど良心的な人物。
サヴァナでクレメンタインがウォーカーに囲まれた際に単身ウォーカーを引きつけ、その後は下水道に逃げ込むもそこで力尽き、拳銃自決した死体が後でリーによって発見される。
オミード
声 - オーウェン・トーマス
リー達が列車で移動中に出会った小柄な白人男性。クリスタと大陸横断の旅をしていたところに事件に巻き込まれる。非常時にも軽口や冗談を言うなど陽気な性格。
ウォーカーの大群から列車で逃げる際に足を負傷し感染症を起こしてしまうが、リー達が薬を調達したことで一命を取り留める。その後はリーにクレメンタインのことを託され街を脱出した。
クリスタ
声 - マーラ・ジュノー
リー達が列車で移動中に出会った長身の黒人女性。サンフランシスコ出身。オミードと大陸横断の旅をしていたところに事件に巻き込まれる。陽気なオミードとは正反対に現実主義で、初対面時はリー達を警戒していた。リーにクレメンタインのことを託され街を脱出した。
モリー
声 - エリン・イヴェット
サヴァナで出会う金髪の若い女性。体術に長けており、アイスバイルを巧みに用いて街を屋根伝いに移動し、鐘を鳴らしてウォーカーを誘導し食料を調達している。かつてサヴァナの生存者コミュニティ「クロフォード」に所属していたが、厳しい規律のせいで妹を失い、恨みから組織を離脱し単身行動していた。リー達を手助けし信頼関係を築くも、恨みを果たした後は一人で生きる道を選び、再び別れる。
ヴァーノン
声 - ブッチ・エングル
サヴァナの地下室に、患者たちと共に隠れ住んでいる医者の老人男性。リーを最初クロフォードのメンバーと疑うが、和解後はリー達に協力する。しかし最終的にリー達からボートを強奪し、置手紙を残して自分のグループと共にサヴァナから姿を消す。追加DLC『400 Days』ではその後死亡していることが判明する。
ブリー
声 - シシー・ジョーンズ
ヴァーノンらと地下に住んでいる女性。クロフォードの学校に通っていた過去を持つ。地下に迷い込んで来たリーをクロフォードのメンバーと疑う。道案内役としてリー達と共にクロフォードに潜入するが、ベンのミスでメンバーがウォーカーの群れに囲まれた際、押さえつけていたドアを突き破ってきたウォーカーに喰い殺される。
アンドリュー・セントジョン（アンディ）
声 - アダム・ハリントン
牧場で暮らす30代の大柄な男。ブレンダの息子で、ダニーの兄。リー達のグループに物々交換を持ちかけ牧場まで案内した。
リー達には協力的な態度をとるが、実態は食料不足のために家族ぐるみでカニバリズムに走っていた。事実を知ったリー達を監禁するが、脱出したリーと乱闘になった末、牧場はウォーカーの侵入により崩壊し、一家もそれぞれリーによって殺害されるかウォーカーの餌食となる。
ダニー・セントジョン
声 - ブライアン・サマー
牧場で暮らす30代のやや赤っ鼻な男。ブレンダの息子で、アンディの弟。
ライフルに女性的な名前を付けて愛撫したり、人間を撃つことを楽しむなど、時に異常性を垣間見せる。
リー達を貯蔵庫に監禁した後、出口にトラバサミを設置しライフルを手に待ち伏せるが、そこで脱出したリーと乱闘になる。乱闘の末、自ら設置したトラバサミに挟まり、リーによってとどめを刺されるかその場に置き去りにされる。
ブレンダ・セントジョン
声 - ジーニー・ケルシー
牧場で暮らす50代女性。アンディとダニーの母。外面的には明るく人当たりが良いように振る舞うが、その裏でゾンビアポカリプスへの恐怖から家族ぐるみでカニバリズムに走っている。
貯蔵庫から脱出したリー達に対し、カーチャを人質にして家に立て篭もるも、その最中にウォーカー化したマークに襲われた。
謎の男
声 - アンソニー・ラム
中盤以降、クレメンタインとリーに無線で接触してくる謎の人物。その正体はエピソード2終盤でリーが発見した自家用車の所有者で、行方不明になった息子を探している間にリー達のグループに物資を盗まれたうえ、その影響もあって妻に失望され、最終的に妻はウォーカーに喰い殺されたことで、リー達に憎しみを抱く。ウォーカー化した妻の頭部を鞄に詰めて持ち運んでいる。
クレメンタインを誘導して誘拐し、救出にやってきたリーを殺害しようとするも、リーまたはクレメンタインの手で殺される。

## 敵キャラクター
ウォーカー
作中に登場するゾンビ。ウォーカーという呼び名はリーが付けた。
行動様式や撃退法などはテレビドラマ版と概ね共通（『ウォーキング・デッド (テレビドラマ)#ウォーカー』を参照） 。
盗賊
エピソード2、3に掛けて登場。ほぼ全員が目出し帽やバンダナで顔を覆い、銃火器やクロスボウで武装している。他の生存者には容赦せず襲撃や恐喝を重ね、口論の末仲間すら殺す程荒くれている。

## 400 Days
追加DLC『The Walking Dead:400 Days』は、本編のゾンビアポカリプス発生から400日間、各所でどのような事態が起こっていたのかを5人の新キャラクターによる5本のショートストーリーで描く。物語のボリュームは全ストーリーを合計しても本編のエピソード1本分程度。舞台や端役の登場人物は本編および各々のショートストーリー間で一部重なっており、また時間線は続編「シーズン2」に続いていて、シーズン2でもDLCで登場した何人かが引き続き登場する。

### 主な登場人物（400 Days）
ボニー
声 - エリン・イヴェット
30代の女性。元薬物依存症。夫リーランド、妻ディーという夫婦と共に行動しているが、密かにリーランドと不倫状態にある。
ヴィンス
声 - アンソニー・ラム
30代の男性。殺人罪で逮捕され、他の受刑者達と共に手枷足枷をはめられた状態で護送中、ゾンビアポカリプスに巻き込まれる。
ワイアット
声 - ジェイス・スマイケル
男性。友人エディが運転する車の助手席に乗っている際、カーチェイスに巻き込まれる。
ラッセル
声 - ベガス・トリップ
20代の男性。ヒッチハイクで単身行動中、ネイトという男の車に乗せてもらうことになる。
シェル
声 - シシー・ジョーンズ
20代の女性。妹のベッカや他の生存者達と共にピットストップで避難生活をしている。
タヴィア
声 - ラシーダ・クレンデニング
黒人女性。生存者を見つけ、自らの所属するコミュニティへの移住を提案しているスカウト。